# Patrick Cassidy (acteur)
Patrick William Cassidy (Los Angeles, 4 januari 1962) is een Amerikaans acteur.

## Biografie
Cassidy werd geboren in Los Angeles als zoon van Shirley Jones en Jack Cassidy, hij heeft twee broers en halfbroer David. Tevens is hij ook een oom van Katie Cassidy. Hij doorliep de high school aan de Beverly Hills High School in Beverly Hills waar hij zich richtte op American football als quarterback, echter na het breken van zijn sleutelbeen op het begin van het seizoen moest hij deze droom opgeven. Hij toonde toen zijn interesse in drama en besloot om acteur te worden. 
Cassidy begon in 1981 met acteren in de film Angel Dusted, waarna hij nog meerdere rollen speelde in films en televisieseries. 
Cassidy was van 1987 tot en met 1988 getrouwd, in 1994 is hij opnieuw getrouwd en heeft hieruit twee kinderen. 

## Filmografie

### Films
Uitgezonderd korte films.
- 2022 Santa Bootcamp - als Ed Mancini
- 2016 Late Bloomer - als George McAllister
- 2004 A One Time Thing – als Geoffrey
- 1997 Man of Her Dreams – als Richard Moore
- 1996 Boys & Girls – als Nick Tessone
- 1996 The Dark Mist – als Rennick
- 1994 How the West Was Fun – als Stephen Martin
- 1994 I'll Do Anything – als bewoner Ground Zero
- 1990 Hitler's Daughter – als Ted Scott
- 1990 Follow Your Heart – als David Larson
- 1989 Longtime Companion – als Howard
- 1987 Three on a Match – als Scott Crossfield
- 1987 Love at Stake – als Miles Campbell
- 1986 Christmas Dove – als Josh Kingsley
- 1986 Something in Common – als Nick Hollander
- 1986 Dress Gray – als David Hand
- 1985 Fever Pitch – als soldaat
- 1984 Just the Way You Are – als Steve Haslachez
- 1984 Nickel Mountain – als Willard Freund
- 1983 Choices of the Heart – als Patrick
- 1983 Off the Wall – als Randy Whitby
- 1982 The Six of Us – als Jake Tree
- 1981 Midnight Offerings – als David Sterling
- 1981 Angel Dusted – als Bob Shecky

### Televisieseries
Uitgezonderd eenmalige gastrollen.
- 2009 Ruby & the Rockits – als Patrick Gallagher – 10 afl.
- 2008 ER – als dr. Ramsey – 2 afl.
- 2002-2003 Smallville – als Henry Small – 5 afl.
- 1997 Lois & Clark: The New Adventures of Superman – als Leslie Luckabee – 3 afl.
- 1988-1989 Dirty Dancing – als Johnny Castle - 11 afl.
- 1987 Napeleon and Josephine: A Love Story – als kapitein Hippolyte Charles – 3 afl.
- 1983 Bay City Blues – als Terry St. Marie – 8 afl.

- Biblioteca Nacional de España: XX1605287
- Bibliothèque nationale de France: cb141624461 (data)
- Gemeinsame Normdatei: 1291635866
- International Standard Name Identifier: 0000 0001 1550 9668
- Library of Congress Control Number: n2009019287
- MusicBrainz: 55945d44-8c3e-4404-afdb-d5dafff4f868
- Nationale Bibliotheek van Tsjechië: xx0044094
- Nationale Bibliotheek van Israël: 987007316686505171
- Virtual International Authority File: 83504898
- WorldCat: E39PBJdMdJcWhrvBJghKTXc3wC